# Federico de Madrazo
Federico de Madrazo y Kuntz (Roma, 9 febbraio 1815 – Madrid, 10 giugno 1894) è stato un pittore spagnolo.

## Biografia
Figlio di José de Madrazo y Agudo, un famoso pittore del neoclassicismo spagnolo, battezzato nella Basilica di San Pietro a Roma dove nacque ebbe come padrino il Principe Federico di Sassonia, poiché sua madre Isabel Kuntz Valentini, era tedesca, figlia a sua volta del pittore Taddeo Kuntze (1733–1793) che all'età di 15 anni fu allievo per quattro anni di Ludovico Mazzanti (1686–1775) a Roma dove visse e morì. I suoi fratelli Luis e Pedro furono anch'essi apprezzati pittori.

### La formazione
A quattro anni si trasferì con suo padre a Madrid, dove studiò nel Collegio di San Matteo. Fu suo maestro di pittura oltre a suo padre anche Carlos Luis Ribera (1815–1891).
Artista precoce, ottenne per concorso, presso la Real Academia de Bellas Artes de San Fernando a Madrid, il titolo di Accademico di Merito in pittura storica a soli 19 anni con il dipinto La continenza di Scipione.

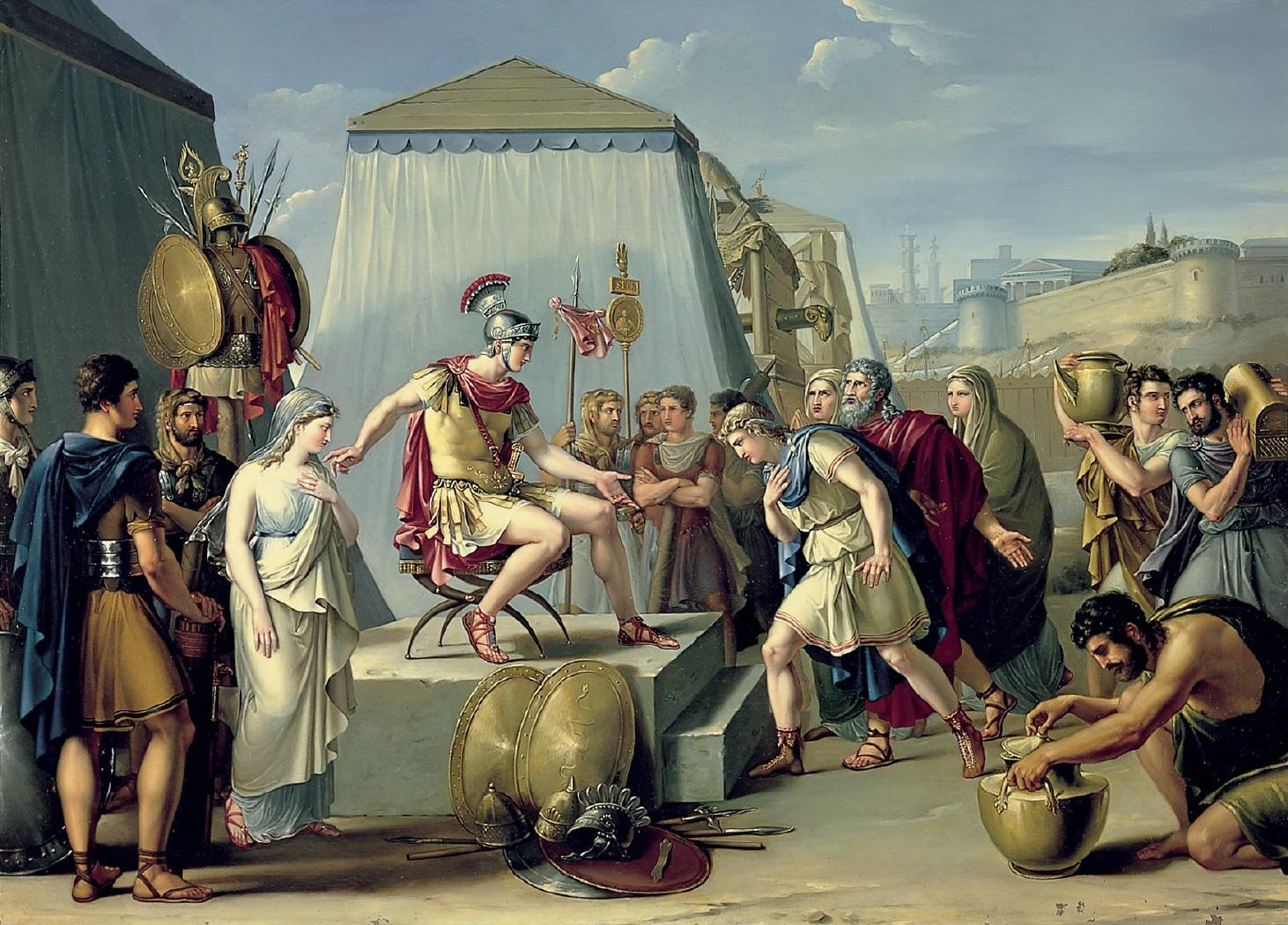
La continenza di Scipione, 1831

Durante il suo primo viaggio a Parigi, dipinse i ritratti dei Baroni di Taylor e del pittore Ingres, che furono esposti pubblicamente, dando così inizio alla sua fama di pittore di corte e ritrattista.

### La maturità
Nominato pittore di Camera, realizzò diversi dipinti per la Famiglia Reale Spagnola, in particolar modo durante il regno di Isabella II. Col tempo divenne uno dei principali membri dei circoli artistici e letterari della Madrid dell'Ottocento, essendo fondatore, insieme con suo fratello Pedro, della rivista El Artista e collaboratore di altri periodici d'Arte quali Semanario Pintoresco Español, El Renacimiento e El Panorama, non solo come illustratore ma anche come scrittore e critico.
Nel 1837 fece il suo secondo viaggio a Parigi e ricevette una commissione dal governo francese per il dipinto L'incoronazione di Goffredo di Buglione. Nel 1840 si recò a Roma dove conobbe Overbeck l'iniziatore del movimento pittorico dei Nazareni, da cui Madrazo si fece influenzare nello stile. Al suo ritorno in Spagna, la carriera di Madrazo subì un'impennata con un susseguirsi di trionfi artistici e sociali, incarichi accademici, decorazioni, congressi internazionali ed esposizioni.
Suoi allievi furono León Abadías y Santolaria, Léon Bonnat (1833–1922), pittore e collezionista francese, Antonio Gisbert (1834–1901) e Eduardo Rosales Martínez (1836–1873).

### Gli ultimi anni
Alla sua morte nel 1894, essendo stato nominato direttore del Museo del Prado, il suo corpo venne esposto nella rotonda all'interno del museo ai piedi del Cristo del Velázquez e dell'Immacolata di Murillo.

## Opere
- Studi per una Immacolata, Casón del Buen Retiro, Madrid
- La salita al patibolo di Don Álvaro de Luna, 1811, Museo Goya, Castres, Francia
- Il barone Taylor, 1833 Musée national du Château de Versailles, Francia
- Gertrudis Gómez de Avellaneda, 1857 Lázaro Galdiano Foundation Museum
- Il Generale-duca di San Miguel, 1854,  Museo del Prado, Madrid
- Eduardo Rosales, Museo del Prado, Madrid
- Manuel Rivadeneyra, Museo del Prado, Madrid
- Sofía Vela, Casón del Buen Retiro, Madrid
- Isabella II (vestita di bianco), 1844, dipinto su commissione dell'Accademia
- Ventura de la Vega, Museo del Prado, Madrid
- Ritratto del bambino Flores, Casón del Buen Retiro, Madrid
- Ritratto di giovane donna,  Museo Goya, Castres, Francia

## Galleria d'immagini

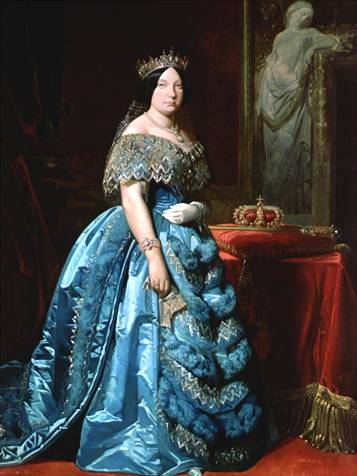
Isabella II di Spagna (1830-1904)
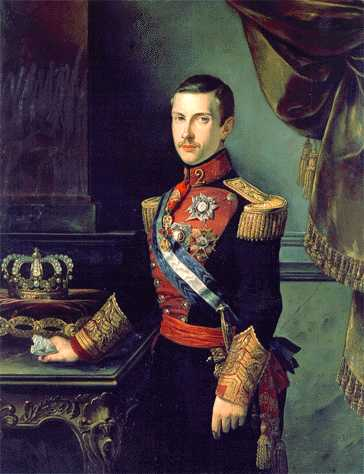
Francesco d'Assisi di Borbone-Spagna (1822-1902)
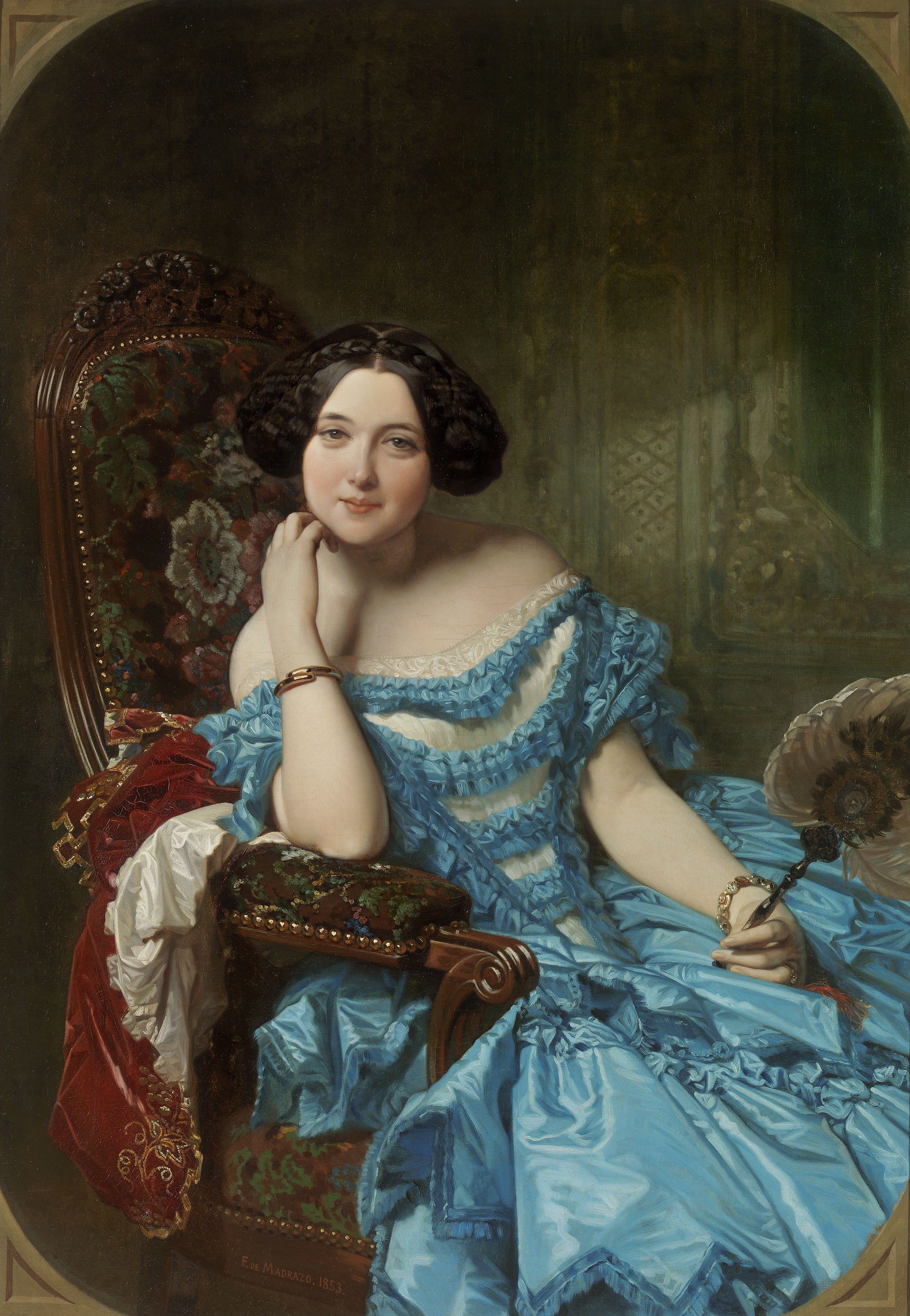
Ritratto di Donna Amalia de Llano y Dotres, Contessa di Vilches, 1853
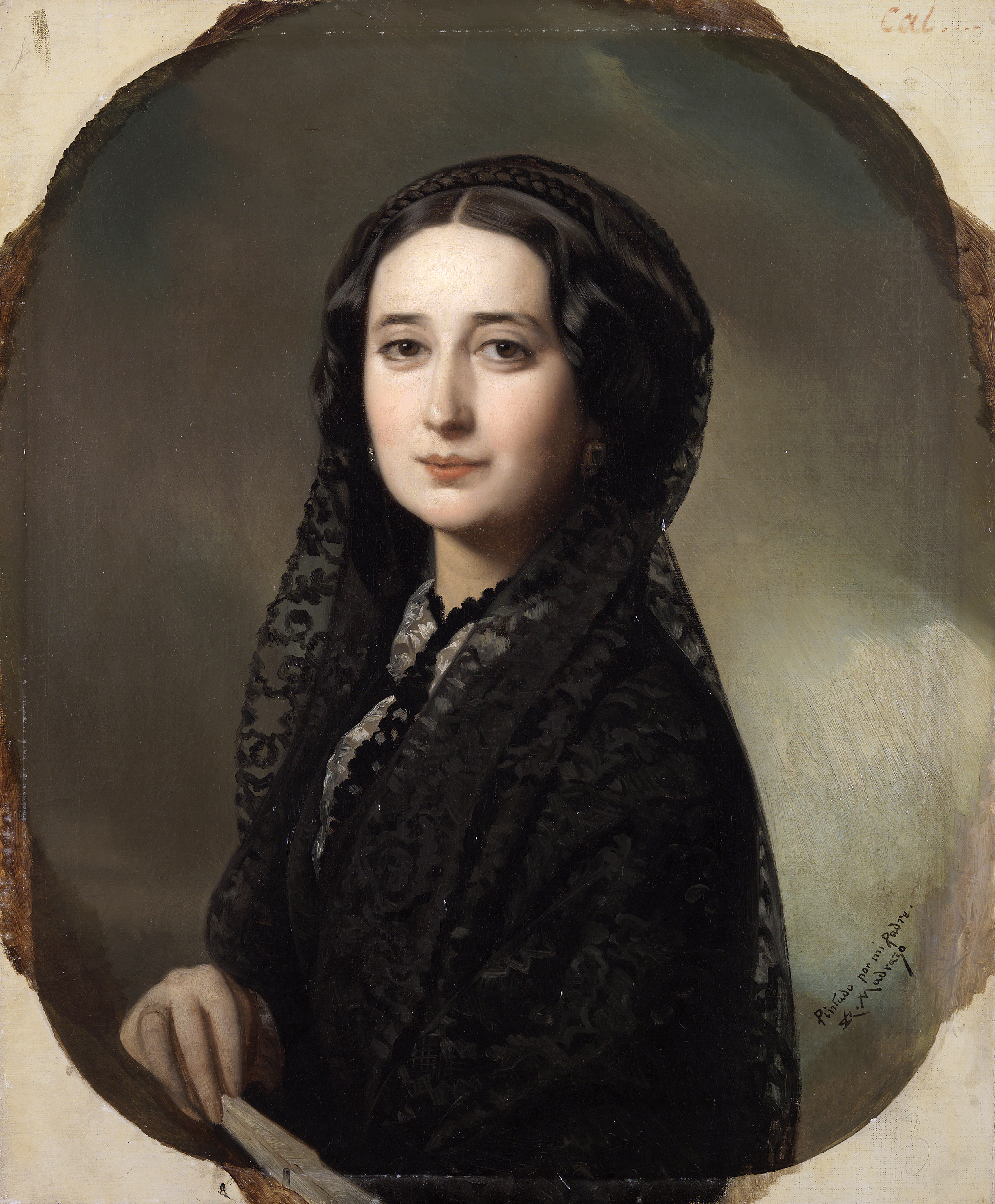
Ritratto di Carolina Coronado (1821-1911)
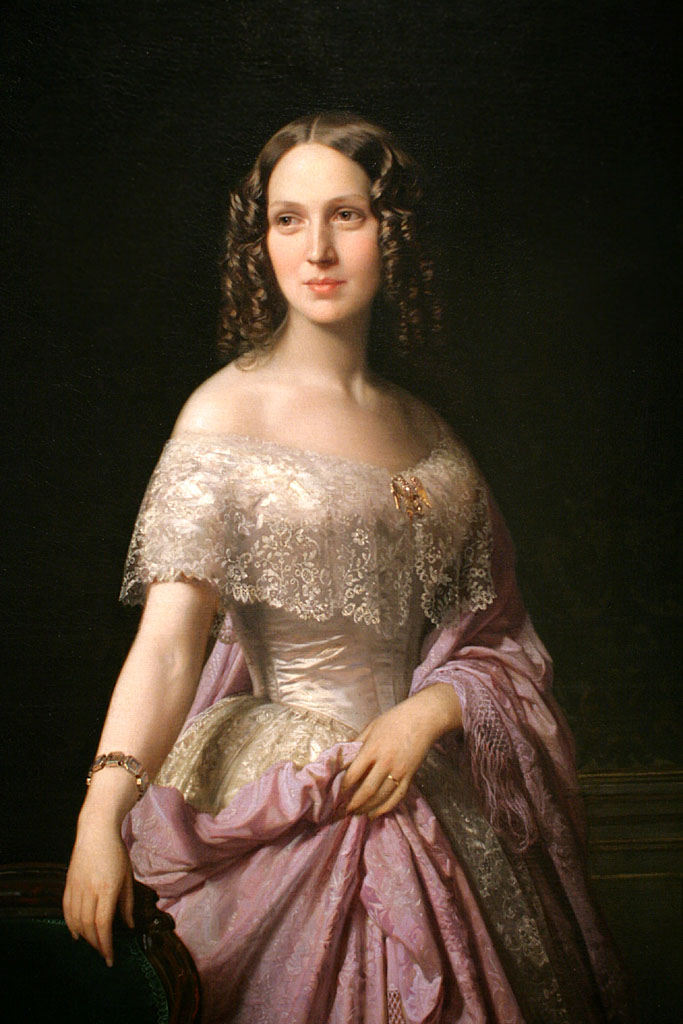
Elizabeth Wethered Barringer, 1852
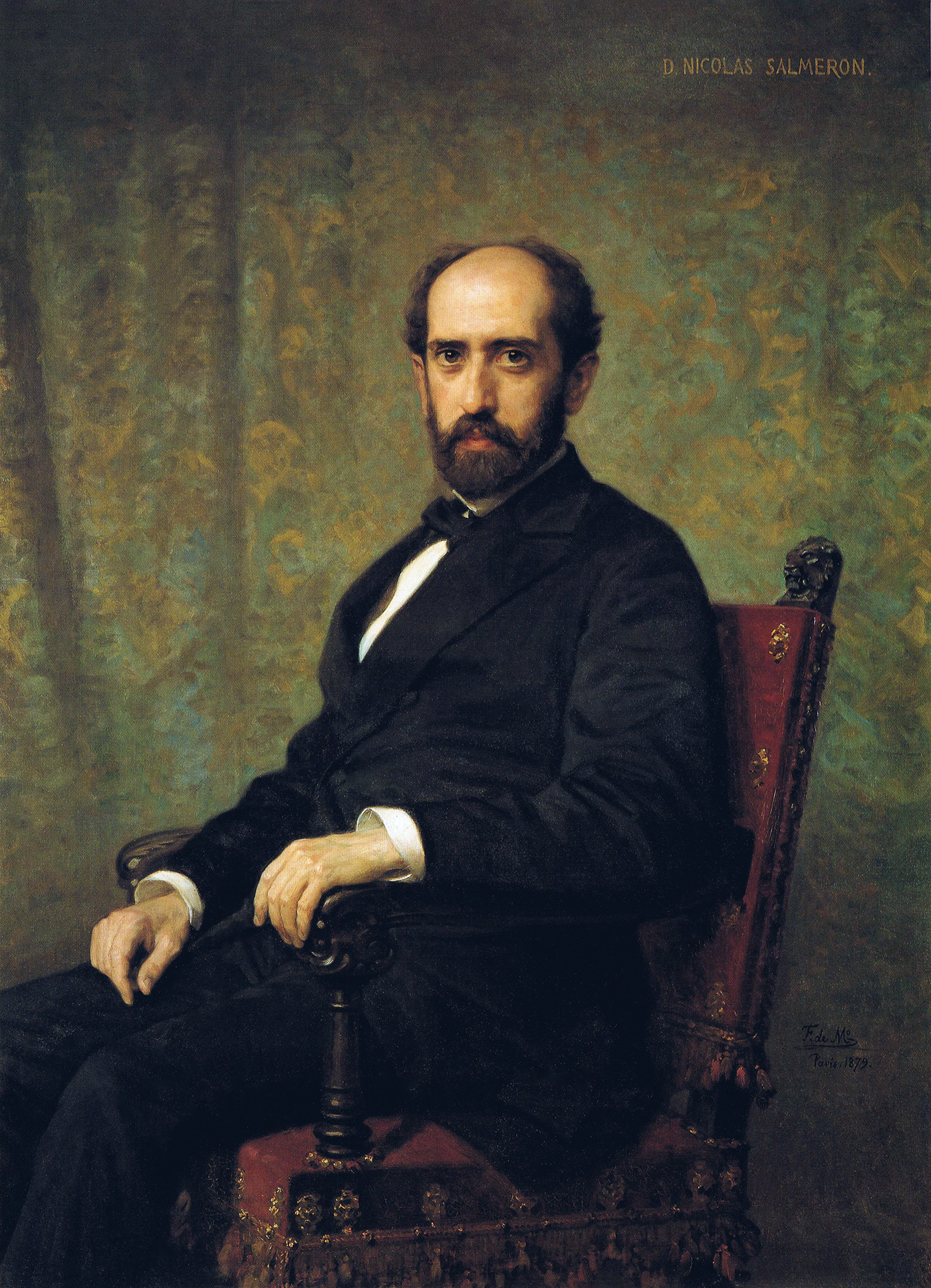
Ritratto di Nicolás Salmerón  (1838-1908)
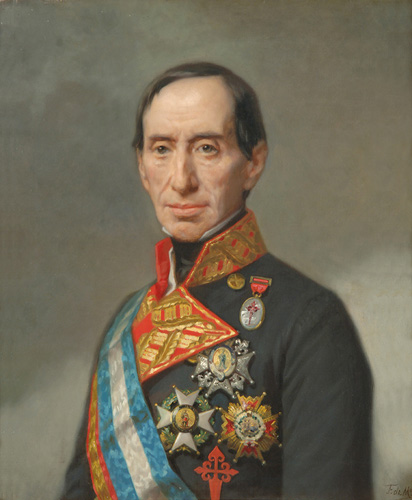
Ritratto del generale José Manuel de Goyeneche y Barreda 1º conte di Guaqui, 1850
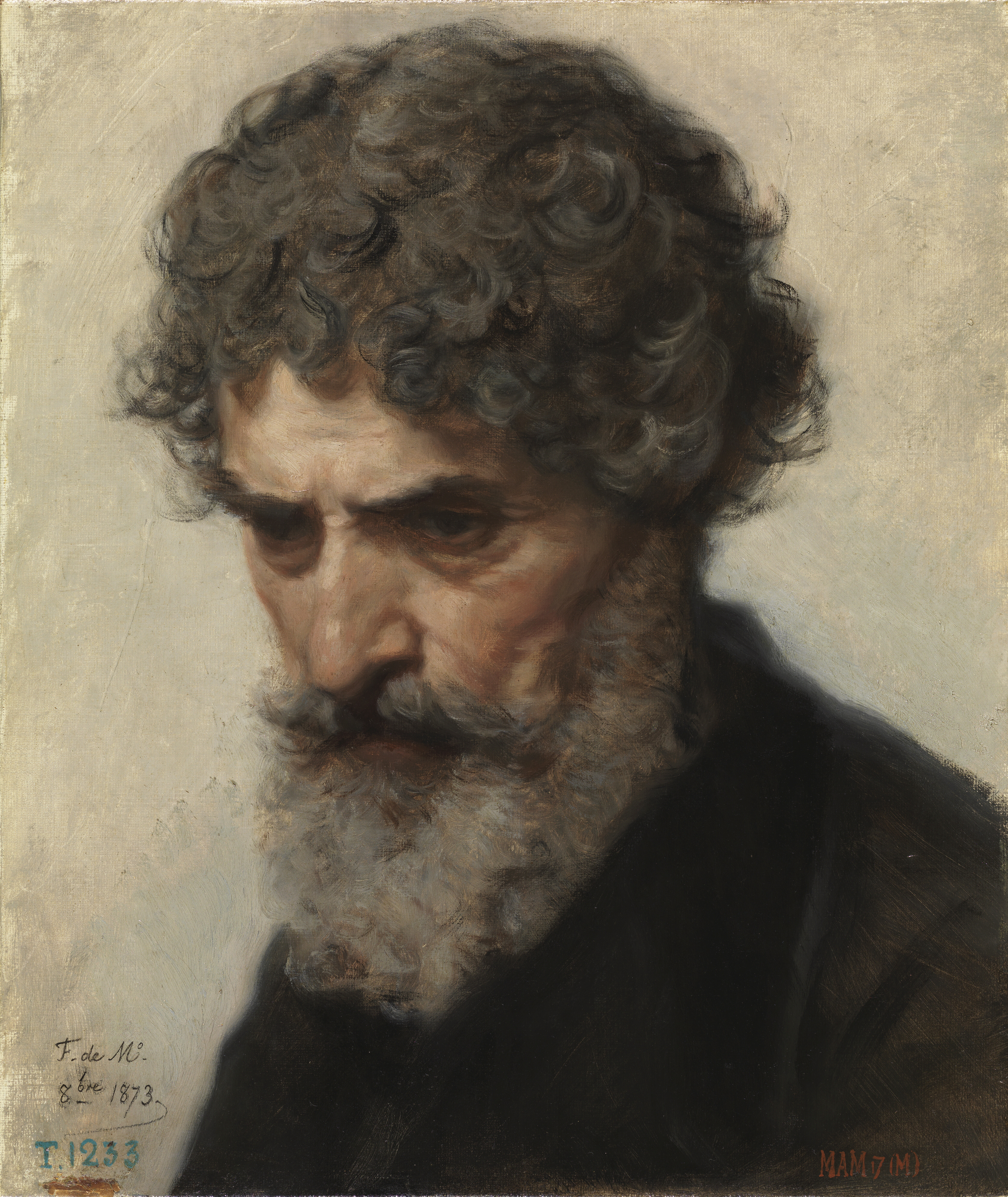
Ritratto di Perugino Sensi, 1873
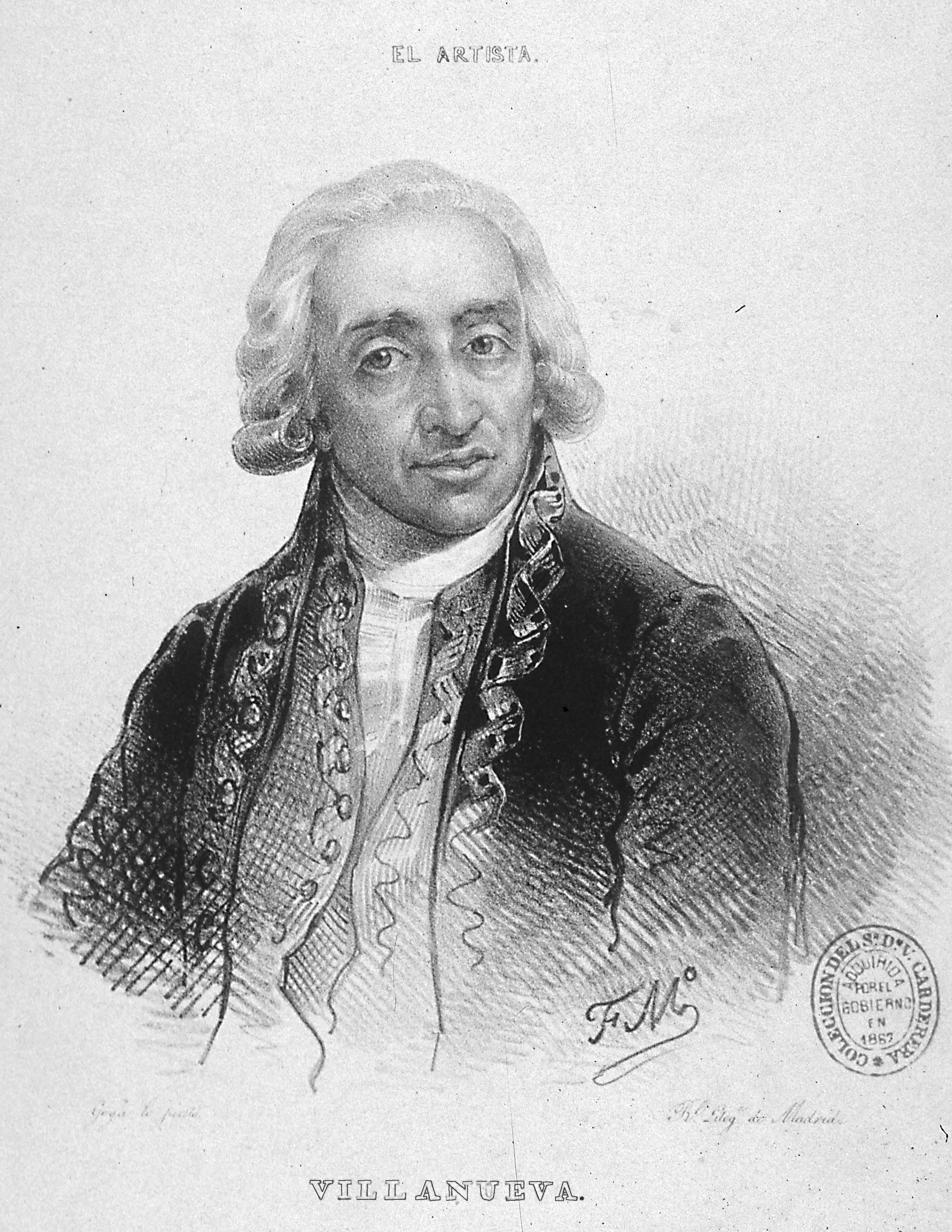
Ritratto di Juan de Villanueva, incisione, 1835